# Danh sách nhân vật trong Black Lagoon
Đây là danh sách các nhân vật trong Black Lagoon.

## Lagoon Company
Đây vốn là một nhóm gồm những tay lính đánh thuê và là trung tâm của cả câu chuyện. Nhóm chuyên tham gia việc buôn lậu và cướp bóc.

### Rokuro Okajima(岡島緑郎,Okajima Rokurō?)
Lồng tiếng bởi: Daisuke Namikawa
Được biết tới là Rock (ロック Rokku), anh là nhân vật chính. Anh vốn là một nhân viên công chức 25 tuổi tại Công ty Asahi ở Tokyo cho tới khi bị bắt cóc bởi chính Revy trong một đoàn tàu bị cướp; nhưng rồi anh tham gia Lagoon khi thấy ông chủ Kageyama bỏ rơi (bằng việc tuyên bố anh đã chết) để che giấu hoạt động buôn lậu của công ty. Tuy rằng Rock không phải là một sát thủ và cũng không phải là người ưa súng đạn, anh cũng đã phiêu lưu cùng với hội, và bằng sự thông minh phi thường mà được Dutch, thủ lĩnh Lagoon, trọng dụng. Anh vẫn ăn mặc như công chức ngay cả khi anh đã là một tên cướp biển; và là một nhân vật chủ chốt trong đàm phán, ngoại giao cũng như là thương mại, trao đổi hàng hóa giữa các băng Đảng tội phạm, và có kỹ năng phân tích cũng như hiểu nhiều ngôn ngữ khác nhau một cách thông thạo. Bản thân Dutch cũng không thích để Rock có súng, nhưng đặc biệt tin tưởng Rock vì vốn hiểu biết của anh.
Anh có quan hệ phức tạp với gia đình mình vì bản thân anh đã từng trượt đại học và nhiều thành viên gia đình anh không yêu thích anh so với các anh em trong nhà vốn dĩ thành công hơn và có công việc ổn định. Anh sinh vào năm thứ 49 của Nhật hoàng Chiêu Hòa theo manga.

### Revy(レヴィ,Revi?, thi thoảng dịch lỗi thànhLevy)
Lồng tiếng bởi: Megumi Toyoguchi
Hay còn gọi đầy đủ là Rebecca Lee hoặc lẫn chút là Levy, cô là nhân vật nữ chính trong phim. Cô vốn là một cô gái người Mỹ gốc Hoa và có một tuổi thơ vô cùng đau khổ. Cô sinh ra và lớn lên tại khu Hoa kiều, Manhattan ở Thành phố New York, chuyên làm việc trộm cướp và luôn bị bạo hành bởi người cha bạo hành và hay cưỡng hiếp tới mức trong một cơ hội hiếm có, cô quyết định dùng chính súng của cha mình và bắn chết ông ấy với cái gối để che khuôn mặt ông ta. Có lẽ khoảng thời gian đó đã biến cô thành một con người vô cùng bất ổn về tâm lý, đặc biệt bạo lực, và có thói quen giải quyết bằng giết chóc, thứ mà Rock không ưa. Cô gần như thích bắt nạt Rock, nhưng cũng luôn đứng ra bảo vệ Rock, bằng chứng khi Chaka đánh Rock, cô đã nói sẽ giết Chaka trong một khoảnh khắc nào đó, và thi thoảng cô cũng khá lo cho Rock, theo ý kiến của Benny. Eda, một đồng nghiệp dị hợm tại nhà thờ Mục ruỗng, nhìn thấy Revy cũng thực sự có ấn tượng với Rock, và định tìm cách nhắm vào điểm đó của cô, khiến Revy bực mình.
Theo mật vụ Cơ quan Tình báo Trung ương, cô vẫn lo sợ lực lượng NYPD. Cô được xem là một trong những sát thủ nguy hiểm nhất trong Black Lagoon. Cô từng được gọi là "Two Hand" trong khi Thân Hoa thì gọi cô là "Twinkie". Revy là một nhân vật đa chiều, là sát thủ máu lạnh không bao giờ run tay. Cô làm tất cả để đạt được mục đích dù chúng có sai trái đến đâu như cướp thuyền hay tàn sát thủy thủ. Revy sử dụng hai khẩu súng lục hạ gục đối thủ nhanh gọn. Mặc dù là một tay súng máu lạnh nhưng Revy để lại ấn tượng qua hình ảnh người phụ nữ cá tính với vẻ đẹp đầy mê hoặc. Tạo hình của Revy rất ngầu và bụi bặm với mái tóc màu nâu đỏ cùng hình xăm uốn lượn trên cánh tay, chiếc áo cắt ngắn để lộ vòng eo nhỏ cùng quần đùi jean năng động.

### Dutch(ダッチ,Datchi?)
Lồng tiếng bởi: Tsutomu Isobe
Anh là một Người Mỹ gốc Phi và là cựu binh Chiến tranh Việt Nam, chuyên lái Tàu tuần tra Black Lagoon vốn từng thuộc về Hải quân Hoa Kỳ trước đây. Thế nhưng, đến 1973, anh lén đào ngũ và bỏ sang Thái Lan, bắt đầu cuộc đời lang bạt với tư cách là lính đánh thuê trong 20 năm.
Dutch vốn là cấp trên của Revy và thấy khó chịu khi Revy mang Rock về tới mức sẽ tính tới việc thả Rock đi khi xong việc. Tuy nhiên, Rock tỏ ra thông minh lạ thường nên khiến Dutch đổi ý và nhận anh. Dutch không phải là người ưa giao tranh và chủ yếu ra lệnh từ xa; song nếu như phải đi đánh nhau thì Dutch cũng tỏ ra rất bản lĩnh và hiệu quả, nổi tiếng là sát thủ với những khẩu Remington Model 870 và Smith & Wesson 629, một biểu hiện của người từng đi chiến tranh trước đây. Dutch cũng khá lịch thiệp và khéo ăn nói, luôn luôn giữ chữ tín và là một người quen với Hotel Moscow, từng giúp bà trùm Balalaika trong một lần xảy ra giao tranh giữa các băng Đảng xã hội đen.
Anh luôn đeo kính chống nắng và có thể hình vạm vỡ. Trong phần "Baile de los Muertos" ở manga, một số người nghi ngờ anh nói dối về thời gian ở Việt Nam và có thể chỉ là một tên lính đánh thuê không quá khứ. Tuy nhiên một lính Hoa Kỳ cảnh báo Benny rằng Dutch là một người thực tế và Dutch chỉ nói dối khi có chuyện nguy cấp, hàm ý đã có cái gì đó bí hiểm đằng sau Dutch.

### Benny(ベニー,Benī?)
Lồng tiếng bởi: Hiroaki Hirata
Vốn là người thi trượt đại học, anh đã dính vào rắc rối với FBI và mafia, và chỉ có Revy mà anh mới thoát chết. Anh là chuyên gia phân tích vi tính và công nghệ, và là chủ sở hữu con tàu tuần tra mà Dutch dùng. Anh có dòng máu Do Thái nên anh không ưa phát xít, và cũng hay được gọi là "Benny-Boy" bởi Dutch. Không giống Rock, Dutch sẵn sàng mặc kệ cho Revy và Dutch chém giết bạo lực. Anh có quan hệ với Greenback Jane và về sau lập quan hệ online. Jane về sau giúp Benny khá nhiều thứ khác.

## Hotel Moscow
Là một tổ chức mafia Nga điển hình tại mảnh đất Thái Lan, tên của chúng được đặt sau tên thủ đô Moskva. Công ty Thương mại Bougainvillea chính là áo giáp che chở các hoạt động bạo lực của tổ chức này. Điểm khiến Tổ chức này đặc biệt là vì nhóm mafia này được tập hợp bởi chính những người lính Liên Xô cũ khi xảy ra Chiến tranh Afghanistan. Tuy là những người mới đến, thế nhưng chính những năm tháng gian khổ ở Afghanistan, cũng như sự hiệu quả và tính chất tàn khốc đến cực hình khiến Tổ chức mafia này là nỗi sợ cho các băng Đảng khác.

### Balalaika(バラライカ,Bararaika?)
Lồng tiếng bởi: Mami Koyama
Là bà trùm của Hotel Moscow. Tên thật của bà là Sofiya Pavlovna, và được người ông, vồn là một tướng quân Liên Xô, nuôi dạy. Trước khi gia nhập mafia, cô vốn là một chỉ huy của lực lượng lính dù Nga, và có kinh nghiệm ở Afghanistan. Là một xạ thủ giỏi nên bà được đặt biệt danh là Balalaika, nhưng bị tước chức vụ ở Afghanistan sau khi cứu một đứa trẻ, nên khi Liên Xô sụp đổ và Nga bước vào thời kỳ Liên bang mới, Balalaika bắt đầu căm ghét chính phủ Nga đầy tham nhũng, và quyết định lập hội Hotel Moscow. Hầu hết những người lính tham chiến tại Afghanistan với bà đều sau này là một phần của Hotel Moscow, và tất cả đều tận trung với bà và khá lo cho bà, dù bản thân bà cũng nổi tiếng với sự điêu luyện trong chiến đấu cận chiến. Bà cũng là một người giỏi kinh doanh và hay tin tưởng Black Lagoon do ân huệ cũ. Revy khá trân trọng bà và gọi bà là "Sis". Bà cũng thích thú Rock, một người mà bà tin là có đầu óc giải quyết.
Người ta có thể nhận ra bà qua khuôn mặt bị cháy xém bởi di chứng ở Afghanistan, nên những đối thủ của bà gọi bà là "Mặt cháy", có tóc vàng dài và hay hút thuốc, và từng lỡ cơ hội dự Thế vận hội Mùa hè 1984. Bà cũng có một lực lượng Spetsnaz gọi là Desatniki, và là lực lượng này cũng được xem là lực lượng đặc biệt của Hotel Moscow. Bà dùng tàu Maria Zeleska để che giấu cơ quan an ninh và, tuy bị đưa vào danh sách của Interpol, nhưng bà cũng khá khôn ngoan khi dùng tên giả là Vladilena N. Vasilinov với tư cách công dân ngoại giao, qua mặt thành công mọi ngóc ngách an ninh.

### Boris(ボリス,Borisu?)
Lồng tiếng bởi: Taiten Kusunoki
Là thuộc cấp của Balalaika và dễ thấy bởi vết sẹo trên mặt. Boris khá trầm lắng nhưng rất trung thành với Balalaika. Balalaika vẫn coi Boris là một "Trung sĩ", và cực kỳ tin tưởng Boris.

## Hội Tam hoàng Hồng Kông
Là một nhánh của Hội Tam Hoàng của Hồng Kông, hội được lãnh đạo bởi Trương, một xạ thủ chuyên nghiệp. Khác Balalaika, Trương có một sự điềm tĩnh đến khó tin. Dưới trướng Trương còn có Thân Hoa, một nữ sát thủ Đài Loan; Sawyer, vốn là tay sai không chính thức; và Leigharch, một gã tài xế nghiện thuốc phiện cho tới khi những rắc rối khiến anh ta không thể phô diễn bản lĩnh của mình.

### Bai Ji-Shin Chang(張維新,Chan Waisan?)
Lồng tiếng bởi: Toshiyuki Morikawa
Bai Ji-Shin Chang, hoặc là Trương Duy Tân, là trùm của lực lượng Tam Hoàng tại Thái Lan. Anh ta có kỹ năng dùng súng điêu luyện mà quen gọi là "gun fu" (lái theo Kung fu), nhưng thậm chí còn chuyên nghiệp hơn cả Revy, đến mức Revy còn phải sợ, nể nang anh và gọi anh là "Ngài". Anh ta khá tôn trọng Balalaika dẫu rằng hai bên từng có ẩu đả, và nhận ra có thể làm quyền lực cùng nhau nhưng không công khai do nó có thể ảnh hưởng tới lợi ích lâu dài. Trương ấn tượng với Rock về khả năng giải quyết vấn đề, và, khác các lực lượng xã hội đen trong thành phố, Trương ủng hộ hợp tác cùng có lợi, hiểu rằng kẻ nào mà nhúng tay từ bên ngoài sẽ phá hỏng tất cả.
Trương vốn dĩ là một cựu cảnh sát, nên khả năng chiến đấu của anh là không bàn cãi, thậm chí một mình hạ gục Balalaika và đánh bại một toán chiến binh thánh chiến Hồi giáo với chỉ hai khẩu súng cho thấy bản lĩnh ngoan cường đó. Tuy nhiên, nó thường không được thể hiện nhiều do bản thân anh cũng khá dễ dãi, thậm chí ngay cả khi Rock cáu gắt với anh thì anh cũng vẫn cười nói như không có gì xảy ra.
Trong cuộc gặp mặt với Eda qua điện thoại và khi Eda sử dụng với thiết bị chuyển giọng, Trương nổi cáu khi biết rằng việc bắt giết Roberta là một vấn đề mà anh buộc phải cộng tác với CIA chứ không có lựa chọn thứ hai, nhưng nó hé lộ bí mật rằng anh được CIA hậu thuẫn ngầm để giữ Roanapur ra khỏi ánh mắt của công luận do những hoạt động bất chính của anh.

### Shenhua(シェンホア,Shenhoa?)
Lồng tiếng bởi: Yūko Sasaki
Hay còn gọi là Thân Hoa, cô là một sát thủ Đài Loan dưới trướng Trương. Nổi tiếng với biệt tài sử dụng kiếm kukri buộc dây lò xo, khiến nó vô cùng lợi hại. Cô có quan hệ vô cùng phức tạp với Revy, và từng gọi cô là "Twinkie" (nửa Hoa nửa trắng) để trả đũa việc Revy gọi cô là "Chinglish" và "Yes Lady"; và cũng hay giúp cùng với đối đầu rất nhiều lần. Cô theo Đạo giáo nhưng đôi lúc cô tự nhận mình vô thần, theo Eda. Cô từng bị chính Eda bắn bị thương khi săn lùng Greenback Jane, trước khi được Lotton dừu đi cấp cứu. Cô về sau thoát chết và trong vụ việc liên quan đến Roberta, cô và Revy lại chung hội với nhau chống lại Đảng ma túy Colombia, nhưng sợ tím mặt khi biết Roberta có thể cắn nát con dao kukri của cô.
Không biết rõ cô có khả năng cận chiến không vũ khí như Trương không, song nó có thể là khả thi.

### Leigharch(レガーチ,Regāchi?)
Lồng tiếng bởi: Akimasa Ohmori
Là một gã tài xế người Ireland cùng với Thân Hoa trong vụ việc liên quan tới lực lượng phiến quân Hồi giáo. Leigharch nổi tiếng là bị nghiện thuốc lắc và hay ảo tưởng, kể cả khi đó là chạy bán sống bán chết. Tuy nhiên, Leigharch vẫn nổi tiếng với tài lái xe điêu luyện của anh, và thường được xem là một quái xế siêu đẳng.

## Băng Đảng ma túy Colombia
Lực lượng này là một nhánh của Đảng ma túy Manisalera vốn đứng sau việc bắt cóc Garcia Lovelace trước khi bị diệt bởi Roberta và Balalaika do đụng chạm vào lãnh thổ của họ. Cùng với mafia Ý, đây là những tổ chức bị coi là khốn khiếp nhất và bị ghê ghét bởi Balalaika và Trương, và cứ khi nào xuất hiện là thường hay có đổ máu không cần thiết, thậm chí bị làm trò cười bởi Garcia và hai cô hầu sát thủ của cậu. Thủ lĩnh của chúng là Abrego. Trong khi mafia Ý thường hành động khi có lợi nhuận, băng Colombia thường làm vì tính chất thể hiện, nên khiến chúng hay va vào rắc rối.

### Abrego(アブレーゴ,Aburēgo?)
Lồng tiếng bởi: Hisao Egawa
Là thủ lĩnh lực lượng ma túy Colombia ở đây. Vốn dĩ kiêu ngạo song nhát gan, hắn từng bị tưởng là đã chết sau cuộc đấu súng với Roberta dù rằng hắn đã sống sót. Nhưng quá nhiều thương vong khiến ảnh hưởng của hắn suy yếu, theo nhìn nhận của Balalaika, Trương và Verocchio. Sau đó Fabiola lại khiến hắn hóa trò hề.
Do biết Roberta, nên bọn chúng thường tìm cách để tiêu diệt cô, nhưng cô luôn được bảo vệ nhờ quan hệ với nhà Lovelace nên khiến chúng căng thẳng. Bọn chúng sau đó mời các chiến binh Lực lượng Vũ trang Cách mạng Colombia để tiêu diệt Roberta do biết cô là một cựu thành viên ở đây, nhưng các thành viên FARC nghi ngờ và không tin tưởng bọn chúng.

### Gustavo(グスターボ,Gusutābo?)
Là một thành viên của tổ chức và thường chỉ làm việc với tư cách tay súng, song gần đây lại phải tham gia săn lùng Roberta. Hắn lao vào đủ loại rắc rối với các Đảng xã hội đen bao gồm Tam Hoàng, Hotel Moscow cùng như Black Lagoon. Hắn chính là kẻ yêu cầu phá nát quán Cờ Vàng của Bảo, làm Bảo thêm giận dữ vì lý do là Fabiola ở đây. Hắn bị Abrego dọa giết, nhưng có lẽ được tha do nguy cơ tổn hại cho nhóm.

## Băng Đảng khác

### Verrocchio(ヴェロッキオ,Verokkio?)
Lồng tiếng bởi: Banjo Ginga
Là thủ lĩnh của lực lượng mafia Ý, tên này ghê ghét khá nhiều băng Đảng đối nghịch và đã thuê hai đứa trẻ chuyên giết người là Hänsel và Gretel để xử lý, kể cả Hotel Moscow lẫn Trương. Tuy nhiên, hắn lại bị chính hai đứa trẻ này giết sau đó.

### Ronny Quai Hàm
Lồng tiếng bởi: Tetsuya Kakihara
Là kẻ thế chỗ Verrocchio. Hắn có cái đầu óc thoáng hơn ông trùm cũ nhưng vẫn rất ngạo mạn. Balalaika gọi hắn là "Dago" và cũng như Trương, không thích gì hắn. Hắn không ưa cả Abrego và theo Revy, thì phe cánh của hắn cũng tàn nhẫn không thua Hotel Moscow và hắn có liên minh với mafia Albania.

### Chen(陳,Chin?)
Lồng tiếng bởi: Suetsu Tokaichi
Trần vốn là một tên trùm buôn lậu người Trung Quốc và hắn không ưa Hotel Moscow do đã phá hoại việc làm ăn của hắn. Hắn vốn là kẻ nhát gan và Dutch dừng việc làm ăn với hắn sau khi nuốt lời về một hợp đồng làm ăn trước đây với họ. Do không buộc được Lagoon từ bỏ làm ăn với Hotel Moscow, hắn lừa Lagoon vào một phi vụ để rồi sử dụng đám cướp biển do Lợi cầm đầu để tấn công Lagoon song bị Revy và Dutch xóa sổ. Định tìm cách trốn, Trần bị bắt được bởi Balalaika; hắn bị trói vào ghế và bị cho nổ với xăng dầu và thuốc nổ di động.

### Luak(ルアク,Ruaku?)
Lồng tiếng bởi: Naoya Uchida
Lực vốn là thủ lĩnh một đám cướp biển vốn tập hợp toàn những cựu binh của lực lượng Việt Cộng đào ngũ hoành hành trên biển ở Thái Lan. Trần thuê hắn để tiêu diệt Lagoon do Lagoon không hợp tác với hắn, nhưng không ngờ đã bị tiêu diệt toàn bộ. Hắn cũng bị tiêu diệt bởi Revy.

## Nhà thờ Bạo Lực/Nhà thờ Mục ruỗng
Nhà thờ Bạo Lực vốn nổi tiếng vì sự khác người của nó ở Roanapur. Nhà thờ này vốn được sử dụng bởi bà trùm xã hội đen Yolanda và có tính chất hai mặt tráo trở. Lợi dụng bản chất là nhà thờ Giáo hội Công giáo Rôma và trung thành với Thành Vatican, thực tế thì nhà thờ này chính là một nơi mà các hoạt động vận chuyển vũ khí phi pháp hoành hành, thậm chí là cả thuốc phiện và làm Balalaika không thích cho lắm. Hotel Moscow thua Nhà thờ này về khoản buôn lậu. Rock hiểu bản chất nhà thờ và thường hay làm việc cẩn thận để có những món hời béo bở, nhưng với Revy, việc nhà thờ này hay tham lam về tiền mặt và tính hai mặt khiến cô không thích tí nào.

### Eda(エダ,Eda?)
Lồng tiếng bởi: Jun Karasawa
Giả dạng là một nữ tu trong nhà thờ, Eda chính là một trong những quản lý trong thế giới ngầm. Cô có quan hệ lẫn lộn với Revy, khá thân thiết nhưng cũng hay tỉ thí vì bản tính nóng nảy không kém ai. Cô khá thích thú với Rock và thường dọa Revy sẽ "uỗm" Rock đi.
Cô có mắt xanh, mái tóc vàng dài và hay đeo kính râm, cũng như hay hút thuốc nữa. Trước đây cô tự nhận mình đến từ Langley, Virginia, khiến cảm giác rằng cô là một tay chân của Cơ quan Tình báo Trung ương, mà cuối cùng được khẳng định. Lý do cô gia nhập nhà thờ là do cô có thể lãnh trách nhiệm tiền mặt và để săn lùng Grey Fox (cũng là kẻ thù của Roberta) do nó đe dọa tới CIA. Cô với chiếc điện thoại đổi giọng là người gây ức chế cho Trương, dù đã cảnh báo Trương về vai trò của Grey Fox trong việc cướp phá làm ăn của anh; chính Trương cũng giận dữ khi biết mình bị lợi dụng, dù rằng nó khá phức tạp. Rock là một trong số ít hiểu được Eda là tay chân của ai.

### Yolanda(ヨランダ,Yoranda?)
Lồng tiếng bởi: Akiko Takeguchi
Là trùm của Nhà thờ Bạo Lực và có một bên mắt được che kín. Dù khá già, bà lãnh đạo Nhà thờ bằng bàn tay sắt và sự quyết đoán. Yolanda không hay xuất hiện mà để Rico và Eda giải quyết, nhưng có trong tay một khẩu Desert Eagle bằng vàng, và thậm chí có thể hạ sát kẻ địch chính xác mà không để tâm tới sức nặng của nó. Bà rất ấn tượng với Rock và cho rằng Rock có mặt là một điều tốt nhất từ trước tới giờ. Bà gọi Revy là "Rebecca" và cho rằng Revy nên học từ Rock. Bà có quan hệ khó xác định với CIA và cả các tổ chức tội phạm trong thế giới ngầm, và là nguồn tin hữu hiệu cho Eda.

### Rico(リカルド,Rikarudo?)
Lồng tiếng bởi: Tetsuya Kakihara
Hay còn gọi là Ricardo, anh là một tu sĩ nhưng cũng đồng thời là một sát thủ chuyên nghiệp và đầy bản lĩnh. Anh gọi Eda là "Chị lớn".

## Người dân Roanapur

### Bao(バオ,Bao?)
Lồng tiếng bởi: Shirō Saitō
Bảo là chủ quán rượu Cờ Vàng, quán mà anh đặt tên cho Quốc kỳ Việt Nam Cộng hòa mà anh từng phụng sự với tư cách là binh lính. Anh chính là cựu binh Lục quân Việt Nam Cộng hòa khi còn xảy ra Chiến tranh Việt Nam. Anh không ưa gì Lagoon, nhất là Revy, người mà anh hay buộc tội là gây phá hoại mỗi khi có ai theo cùng và đã nhiều lần yêu cầu Revy bồi thường thiệt hại, một thứ Revy tìm cách lẩn tránh. Quán của anh có thể đã được chính Hotel Moscow bảo hộ, điều mà Revy ít biết tới, khi nói về bồi thường thiệt hại. Trong một lần, Bảo cảnh bảo Lagoon rằng Roberta đang trở lại, nhưng sau khi chỉ gặp được Fabiola, Revy lại khiến Bảo khổ sở vì tiến hành vụ nổ súng trong quán. Bảo nói rằng đã hơn 15 lần liên tiếp quán bị phá, mà Revy gần như là đứng sau phần lớn vụ tàn phá.

### Flora
Là một quý cô trong quán "Sloppy Wing", một lầu toàn gái mại dâm ở tầng trên quán rượu của Bảo, cô là một gái mại dâm và có vẻ như cô thích Rock.

### Rowan "Jackpot" Pigeon(ローワン,Rōwan?)
Lồng tiếng bởi: Masaki Aizawa
Là trùm của câu lạc bộ thoát y GoofFest và là một tay chơi người Mỹ gốc Phi giống như Dutch. Ngày xưa, hắn đã từng cho Revy vào CLB thoát y của hắn (trong anime thì hắn lại mời gọi Revy) để múa bụng. Hắn nói cô ấy có thể "tự nhận lấy và tự đi". Bản thân Revy ghê tởm hắn vì hắn đối xử theo kiểu bất công. Hắn cũng là kẻ chuyên mua bán phim khiêu dâm cả hợp lẫn phi pháp ở mọi lứa tuổi, song lại vô cùng sợ Hotel Moscow, đặc biệt là Balalaika.

### Chief Watsup(ワトサップ,Watosappu?)
Lồng tiếng bởi: Masaaki Tsukada
Watsup là cảnh sát trưởng của Roanapur. Bản thân cũng nổi tiếng là tham nhũng, hắn hay nhận quà đút lót của các tập đoàn xã hội đen trong thành phố để làm ngơ trước các hoạt động phi pháp. Revy vốn nổi tiếng hay gây cà khịa với chính ông ta và ông ta thường khiến cô không bằng lòng khi bị bắt vài lần, tuy vậy ông ta cũng để mặc Revy miễn sao Revy không đụng tới cơ quan hành pháp Thái Lan, và họ trở thành bạn. Ông ta cũng có mối quan hệ kỳ cục với Balalaika nhiều lần, dù Balalaika không ưa ông ta nhưng chưa nói rõ lý do.

## Kẻ săn tiền thưởng

### Đội trưởng
Lồng tiếng bởi: Masahiko Tanaka
Là một gã vô danh của lực lượng Extra Order, một toán lính đánh thuê khác. Hắn không hề ngần ngại dùng bạo lực và vì đã từng ở Liberia khi nước này rơi vào nội chiến, hắn không ngại sử dụng vũ lực nếu cần thiết. Hắn dùng trực thăng định tiêu diệt Black Lagoon, nhưng Rock đã nhìn ra và bẫy ngược lại, phóng hai quả ngư lôi vào máy bay trong một cú lộn trời, tiêu diệt hắn.

### Sawyer kẻ Lau dọn
Lồng tiếng bởi: Asami Yaguchi
Frederica Sawyer (ソーヤー Sōyā) là một cô gái Gothic trẻ tuổi, nhưng cũng là một sát thủ vô cùng dã man. Cô không ngại giết kẻ thù của mình bằng các cách bạo lực nhất, nổi tiếng với cái máy cưa chết người, vì thế mới có biệt danh Sawyer kẻ Lau dọn. Do cổ của cô đã từng có va chạm và chấn thương, cô phải có thiết bị hỗ trợ nói chuyện là Ultravoice, nhưng nếu mất nó thì cô không biết làm gì ngoài trầm cảm, hoặc phải nhờ người khác dịch hộ. Cô thích dùng cách chém giết tận tay và không thích dùng súng cho lắm. Thi thoảng cô ăn mặc như một giáo sư nếu như cô tính làm thịt ai đó. Cô cũng tham gia dọn dẹp ngoài phố, như một cách để che giấu tung tích thật.
Cô cũng giống Roberta về sự bạo lực và kinh hoàng, nhưng khi Roberta cắn nát máy cưa của cô thì cô sợ hãi vô cùng. Cô cũng có tiếng là hay giải thích rất rùng rợn.

### Claude "Torch" Weaver(クロード・“トーチ”・ウィーバー,Kurōdo "Tōchi" Wībā?)
Lồng tiếng bởi: Youichi Nishijima
Hắn là một kẻ to béo và nổi tiếng với cái bật lửa mà có khả năng biến thành súng phun lửa thiêu cháy mọi thứ. Hắn đã từng thiêu chết vợ hắn trong đúng năm phút, nhưng cũng khá sùng đạo (không rõ tôn giáo). Với một thân hình mập mạp, hắn di chuyển cũng khá nhanh. Hắn bị tiêu diệt bởi Revy khi đang săn lùng Greenback Jane.

### Lotton the Wizard(ロットン・“ザ・ウィザード”,Rotton "Za Wizādo"?)
Lồng tiếng bởi: Tomokazu Sugita
Gọi là "phù thủy Lotton", hắn đeo kính và choàng áo kín, rất cẩn thận và là một trong số những kẻ tham gia săn lùng Greenback Jane. Hắn có khẩu Mauser C96 mà hắn khá thích. Hắn không uống rượu do bị dị ứng và từng bị bắn bởi Revy khi cố thâm nhập vào. Hắn được cho là không phải một kẻ săn tiền thưởng dũng mãnh mà giống như một kẻ giả danh, song hắn vẫn sống sót sau khi bị bắn bởi Revy nhờ áo Kevlar của hắn, nên thực lực của hắn vẫn là một dấu hỏi. Sau này hắn cùng Sawyer và Thân Hoa chống lại bọn Colombia.
Thân Hoa thấy hắn thân thiện do đã đỡ cô dậy khi bị thương nên cô cho hắn ở với cô dù hắn thừa nhận hơi vụng về. Sau đó hắn chơi điện tử với Sawyer. Bản thân Revy không nhớ là cô đã bắn hắn, nên bị mỉa mai bởi Sawyer và Thân Hoa.

### Major Shane Caxton(キャクストン,Kyakusuton?)
Lồng tiếng bởi: Shinji Ogawa
Shane Caxton là một cựu binh Lục quân Hoa Kỳ và giống như Dutch, ông ta từng tham chiến ở Việt Nam. Đội của Caxton chính là "Gray Fox" dưới chỉ đạo của Cơ quan An ninh Quốc gia, là thủ phạm đằng sau vụ ám sát Diego Lovelace, cha của Garcia. Ông ta tới Đông Nam Á và thâm nhập vùng Tam giác Vàng để bắt sống một tên tướng cấp cao của trùm ma túy Myanmar Khun Sa, nhưng bị Roberta rượt đuổi. Cuộc rượt đuổi của họ đã lôi kéo rất nhiều người chơi, trong đó có Hotel Moscow, những người đã giúp Shane chạy trốn vào phút chót. Ông biết Dutch và đã từng kể lại một thứ mà Dutch thấy giật mình.
Ông được đánh giá rất cao bởi các đồng nghiệp cùng khối do lòng cao thượng và kiên trung. Khi còn ở Việt Nam, ông đã thẳng tay xử tử một đồng nghiệp, Larkin, sau một cuộc thảm sát dân làng ở miền trung Việt Nam. Ông tự tay bảo vệ Garcia và để Garcia tự xử lý, và Garcia đã bắn ông ta. Thế nhưng, viên đạn đó là viên đạn rỗng và Shane sống sót, thể hiện rằng Garcia không hận ông ta.

### Bren Cái chết Đen
Là kẻ chuyên có các hợp đồng tử thần. Revy xem hắn là một kẻ lắm việc. Hắn từng gửi một đám sát thủ đi giết Grey Fox, nhưng cũng thừa biết Grey Fox sẽ giết họ. Hắn sau đó xử tử một kẻ sống sót còn lại.

### Filano
Là một thằng nhóc nghiện anime nhưng cũng nổi tiếng là sát thủ. Hắn coi súng là thứ vũ khí cùn và sẽ giết đối thủ theo cách không ngờ nhất. Hắn chứng kiến Grey Fox và Roberta đánh nhau và hắn ưa điều đó.